# Pusarla Venkata Sindhu
Pusarla Venkata Sindhu (rojen 5. julija 1995) je indijska igralka badmintona.

## Kariera
Sindhu se je rodila 5. julija 1995 v Hyderabadu, Andhra Pradesh. Njen oče P. V. Ramana je bil odbojkar, ki je na azijskih igrah leta 1986 osvojil bronasto medaljo.
Osvojila je zlato medaljo na svetovnem prvenstvu leta 2019, srebrno olimpijsko medaljo leta 2016, bronasto olimpijsko medaljo leta 2021 in zlato medaljo na igrah Commonwealtha leta 2022.
Za svoj prispevek v športu je bila leta 2020 nagrajena s tretjim najvišjim indijskim civilnim priznanjem Padma Bhushan.